# Bisseuil
Bisseuil est une ancienne commune française, située dans le département de la Marne en région Grand Est, à l'est d'Épernay. Le 1er janvier 2016, la commune de Bisseuil fusionne avec les communes d'Ay et de Mareuil-sur-Ay pour former la commune nouvelle d'Aÿ-Champagne, dont elle devient une commune déléguée.
Bisseuil est un village champenois qui se trouve entre la Marne et les coteaux de la montagne de Reims. En 2013, Bisseuil comptait 645 habitants, appelés les Bissotiers et les Bissotières.

## Géographie
Bisseuil se situe au pied de la montagne de Reims, dont les coteaux sont plantés de 125 hectares de vignes appartenant au vignoble de la vallée de la Marne,. Le massif recouvre tout le nord de la commune. La vallée de la Crayère s'y avance, perpendiculairement au canal. Le village est dominé à l'est par le mont Charlier, haut de 131 mètres. L'extrême nord du territoire bissotier est boisé, on y trouve les sommets du Rouge Mont et du mont Aigu, au finage avec Avenay-Val-d'Or, qui dépassent les 200 mètres d'altitude. Avec la Noue des Gendarmes, ces forêts forment la zone naturelle d'intérêt écologique, faunistique et floristique (ZNIEFF) des savarts et pinèdes des Escaliers de Bisseuil jusqu'à la Noue des Gendarmes à l'est d'Avenay-Val-d'Or. La commune fait par ailleurs partie du parc naturel régional de la Montagne de Reims. À l'ouest du village, la montagne de Reims tombe à pic dans le canal, formant des falaises de craies.
Le village se trouve au centre du territoire communal. Il est traversé par le canal latéral à la Marne, qui est franchissable grâce à deux ponts, dont l'un est un pont tournant. Le sud de la commune est partagé entre bois et champs. Il s'agit d'une plaine inondable, arrosée par la Marne, dont l'altitude est d'environ 70 mètres. Cette partie de la commune est en grande partie incluse dans la ZNIEFF des boisements, gravières, prairies et cours d'eau de Cherville à Plivot et Bisseuil
Une plage se forme parfois sur la rive gauche de la Marne après le pont. Cependant, cette zone est dangereuse - une personne s'y est noyée en 2012 - et interdite à la baignade,.
Bisseuil est desservie par la route départementale 1 entre Ay et Châlons-en-Champagne. Deux autres routes passent par le village : l'une en direction d'Avenay-Val-d'Or au nord-est et l'autre vers Plivot au sud.
| Avenay-Val-d'Or | Fontaine-sur-Ay | Tauxières-Mutry |
| Mareuil-sur-Ay  | Bisseuil        | Tours-sur-Marne |
|                 | Plivot          |                 |

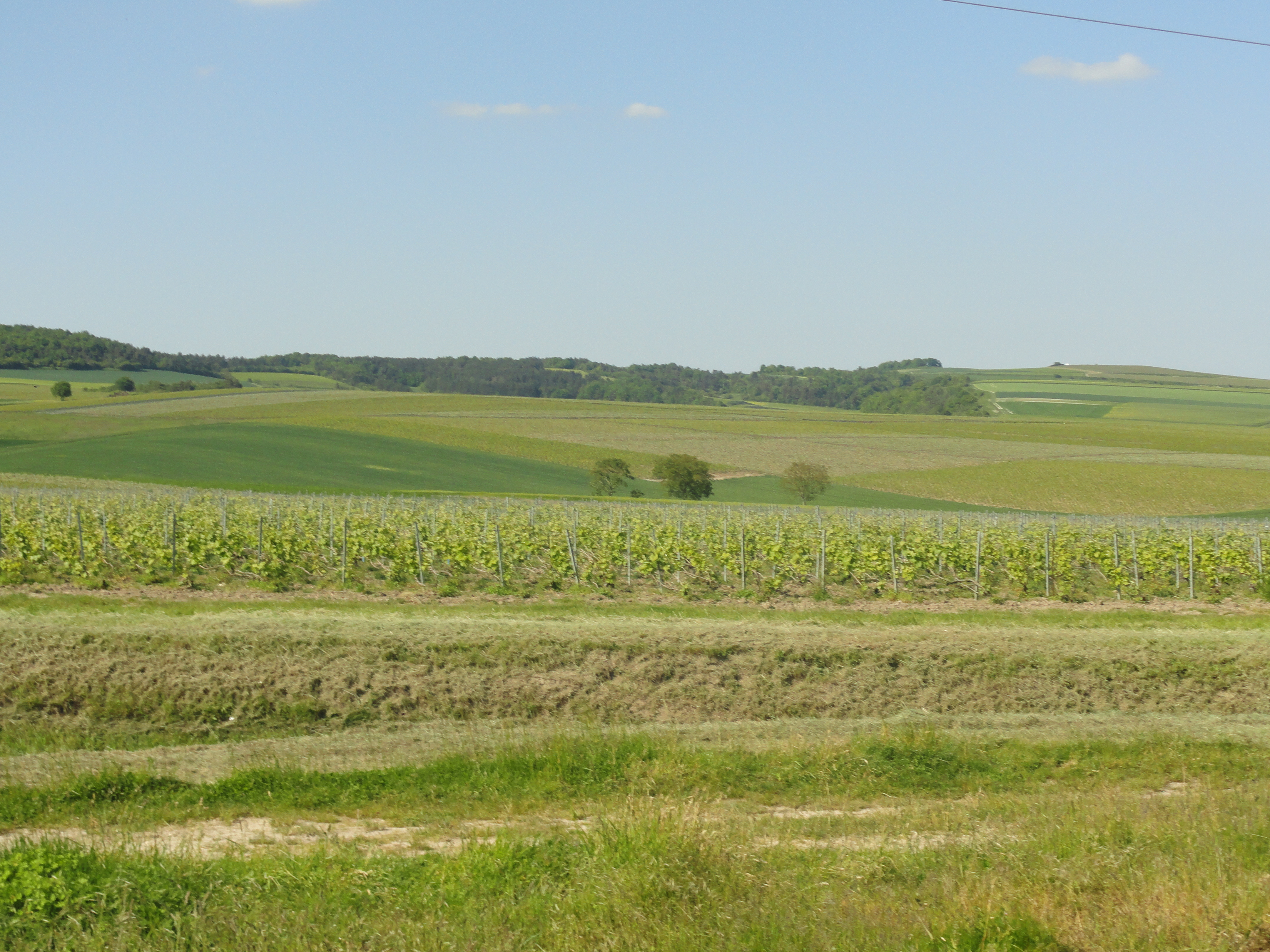
Le vignoble et la Montagne de Reims (nord).
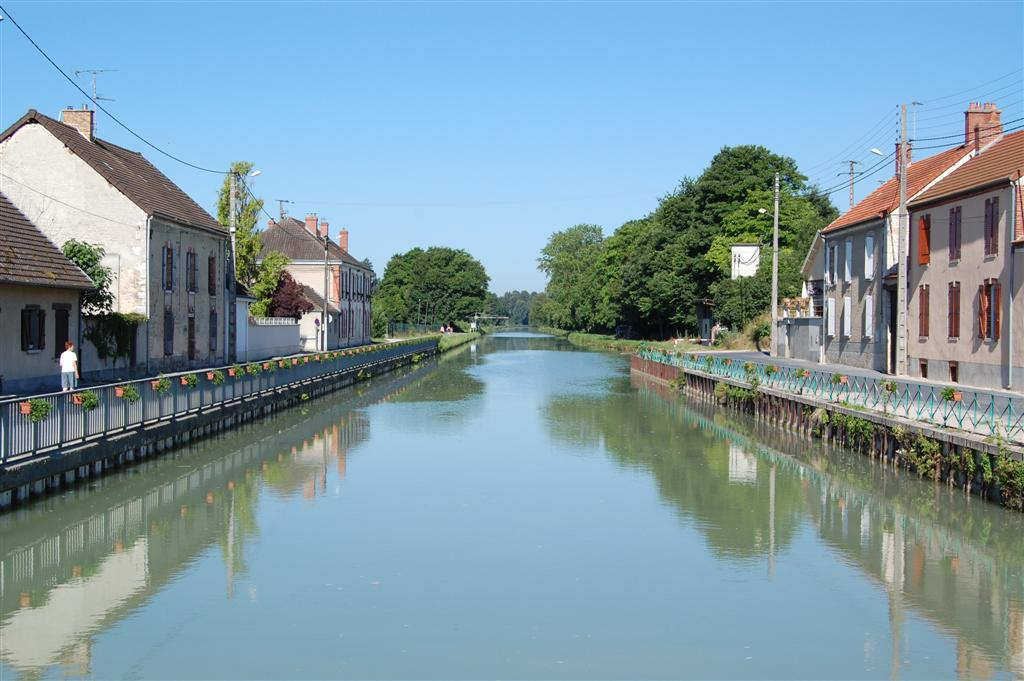
Le canal latéral à la Marne.
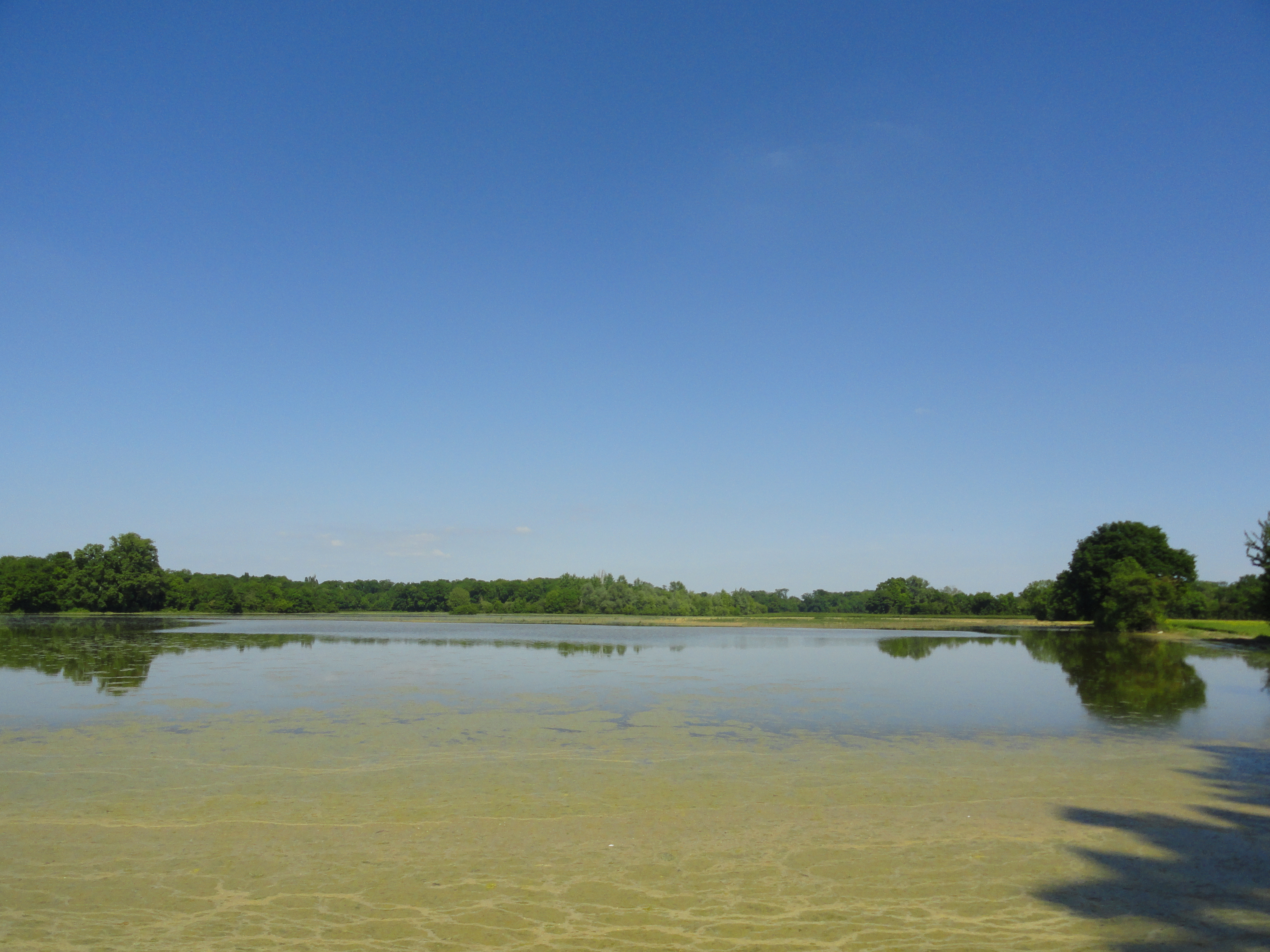
La plaine de la Marne inondée en 2013 (sud).

## Toponymie
Selon Auguste Longnon, le nom du village provient de buxum, le « buis » en latin.
Le village apparaît en 1125 sous le nom de Altare de villa que dicitur Buisud. Buisud donne Buxolio (1128) puis Buxolium, Buxelium et Bussolium qu'on retrouve à plusieurs reprises au XIIe siècle. Le toponyme évolue vers Buissieul et plusieurs formes proches (Busseil, Buissel, Buisseul, Buissieuil etc.) au cours des siècles suivant. À la Révolution, Bisseuil est fixé. Une référence à la Marne est parfois présente comme dans Buxolium super Maternam fluvium (1136), Buseul  en la riviere de Marne (1274) et Buisseul-sur-Marne (1469).
L'ancien village de Chézy se rencontre dès 850 sous la forme Cazeium, qui devient Caziacum puis Chezicum. L'orthographe se précise avec Chiezi en 1190 puis Chezi en 1252. Le toponyme Chézy apparaît en 1367. Par la suite, le village deviendra Chézy-lès-Bisseuil.

## Histoire
La région de Bisseuil est fréquentée dès la fin du Néolithique. Des traces d'habitation remontant à La Tène ont été retrouvées au lieu-dit de Chézy et des céramiques gallo-romaines aux Noires Fosses (au sud-ouest de la commune).
Bisseuil est aux XVIe et XVIIe siècles un village fortifié sur la rive droite de la Marne. L'enceinte à quatre côtés compte alors deux tours ainsi que deux portes (l'une au nord et l'autre au sud). Une partie des fossés existe toujours, plantée de saules. Pendant les guerres de religion, le village est l'objet d'un siège et de plusieurs prises.
En 1754 puis en 1768, deux importants incendies frappent le village. À l'exception de l'église Saint-Hélain et de son presbytère, Bisseuil est presque entièrement détruit. Le village est alors reconstruit, selon un plan régulier.
Le XVIIIe siècle marque également la disparition du village de Chézy, au sud de la Marne, qui se dressait sur la route menant à Plivot. Il ne subsiste aujourd'hui rien de ce lieu-dit et de sa chapelle consacrée à saint Gibrien, même si une croix marquait son emplacement jusqu'à la fin du XXe siècle.
Pendant la campagne de France, en 1814, le village est endommagé et le pont est détruit.
La deuxième pandémie de choléra touche durement le village en 1832 : elle cause 30 décès parmi les 650 Bissotiers.
Le pont sur la Marne est détruit par l'armée française le 18 juin 1940 pour contenir la progression des Allemands. Il est alors remplacé par un pont en bois, construit par le centre des jeunes travailleurs de France cent mètres plus loin. Ce pont est inauguré le 23 juin 1941. Ce n'est qu'en 1963 qu'un pont plus solide lui succède, au niveau du premier pont. Le pont du Bussin, sur le canal, est également détruit au cours des deux guerres mondiales.

## Politique et administration

### Tendances politiques
Depuis 1995, la droite a toujours remporté le second tour des élections présidentielles et législatives à Bisseuil, avec un score compris entre 51 % et 57 % des suffrages. Le FN réalise souvent de bons résultats dans la commune, arrivant en tête du premier tour des élections présidentielles de 1995, 2002 et 2012. La gauche ne parvient à l'emporter que lors des élections régionales (2004 et 2010) ou cantonales (2008).

### Situation administrative
Depuis sa création, la commune faisait partie du canton d'Ay. Dans le cadre du redécoupage cantonal de 2014 en France, la commune fait désormais partie du Canton d'Épernay-1.
Elle a d'abord intégré le district d'Épernay, puis l'arrondissement de Reims (1801) avant de retrouver l'arrondissement d'Épernay en 2006.
À partir du 1er janvier 2016, Bisseuil intègre une nouvelle commune nommée Aÿ-Champagne. Son appellation reste effective, et conservera une mairie annexe.

### Intercommunalité
Le 31 décembre 2010, la commune quitte la communauté de communes de la Côte des Noirs avec trois autres communes pour rejoindre celle de la Grande Vallée de la Marne.

### Liste des maires
| Période                                  | Période       | Identité          | Étiquette | Qualité                                 |
| ---------------------------------------- | ------------- | ----------------- | --------- | --------------------------------------- |
| Les données manquantes sont à compléter. |               |                   |           |                                         |
| 1879                                     |               | M. Méa            |           |                                         |
| (maire en 1981)                          |               | André Chochina    |           |                                         |
| 1989                                     | 2008          | Gabriel Bierel    |           | Président de la CC de la Côte des Noirs |
| 2008                                     | 2014          | Calixte Bonanfant |           |                                         |
| 2014                                     | décembre 2015 | Gabriel Bierel    |           |                                         |

### Liste des maires délégués
| Période                                  | Période                   | Identité       | Étiquette | Qualité |
| ---------------------------------------- | ------------------------- | -------------- | --------- | ------- |
| Les données manquantes sont à compléter. |                           |                |           |         |
| janvier 2016                             | avril 2017                | Gabriel Bierel |           |         |
| mai 2017                                 | En cours (au 8 juin 2017) | Thierry Bouyé  |           |         |

## Population et société

### Démographie
Les habitants de la commune sont les Bissotières et les Bissotiers.
L'évolution du nombre d'habitants est connue à travers les recensements de la population effectués dans la commune depuis 1793. À partir du 1er janvier 2009, les populations légales des communes sont publiées annuellement dans le cadre d'un recensement qui repose désormais sur une collecte d'information annuelle, concernant successivement tous les territoires communaux au cours d'une période de cinq ans. 
Pour les communes de moins de 10 000 habitants, une enquête de recensement portant sur toute la population est réalisée tous les cinq ans, les populations légales des années intermédiaires étant quant à elles estimées par interpolation ou extrapolation. Pour la commune, le premier recensement exhaustif entrant dans le cadre du nouveau dispositif a été réalisé en 2005,.
En 2013, la commune comptait 645 habitants, en évolution de −0,46 % par rapport à 2008 (Marne : +0,83 %, France hors Mayotte : +2,49 %).
| 1793 | 1800 | 1806 | 1821 | 1831 | 1836 | 1841 | 1846 | 1851 |
| ---- | ---- | ---- | ---- | ---- | ---- | ---- | ---- | ---- |
| 672  | 668  | 654  | 638  | 650  | 661  | 634  | 633  | 595  |

| 1856 | 1861 | 1866 | 1872 | 1876 | 1881 | 1886 | 1891 | 1896 |
| ---- | ---- | ---- | ---- | ---- | ---- | ---- | ---- | ---- |
| 580  | 588  | 552  | 505  | 506  | 483  | 486  | 466  | 476  |

| 1901 | 1906 | 1911 | 1921 | 1926 | 1931 | 1936 | 1946 | 1954 |
| ---- | ---- | ---- | ---- | ---- | ---- | ---- | ---- | ---- |
| 449  | 463  | 417  | 436  | 418  | 413  | 365  | 311  | 359  |

| 1962 | 1968 | 1975 | 1982 | 1990 | 1999 | 2005 | 2010 | 2013 |
| ---- | ---- | ---- | ---- | ---- | ---- | ---- | ---- | ---- |
| 375  | 380  | 475  | 520  | 663  | 631  | 620  | 647  | 645  |

### Enseignement
L'école primaire de Bisseuil accueille en 2012 16 élèves, répartis en une classes (CE2-CM1-CM2). Le nombre d'élèves n'étant plus assez nombreux l'école de Bisseuil fermera ses portes à la rentrée 2017-2018. L'école est équipée d'un tableau numérique interactif et de plusieurs ordinateurs portables. Si elle compte une garderie périscolaire, la commune ne dispose pas d'école maternelle, la plus proche est celle de Tours-sur-Marne.
Pour la suite de leurs études, les jeunes Bissotiers se rendent au collège public Yvette-Lundy d'Aÿ ou dans un collège privé d'Épernay.

### Santé
Les établissements hospitaliers les plus proches sont le centre hospitalier Auban-Moët et la polyclinique Saint-Vincent, tous deux situés à Épernay, où on trouve aussi une maison de soin Sainte-Marthe, un centre médico-psycho-pédagogique (CMPP) et un centre d'action médico-sociale précoce, notamment.

## Économie
En 2009, les actifs représentent 76,7 % de la population. Le taux de chômage est alors de 6,7 %. Parmi les actifs, 68,2 % sont salariés, soit une hausse de dix points en dix ans. Seul 12,9 % des Bissotiers travaillent dans la commune. Cela peut s'expliquer par le faible nombre d'entreprises (16) : deux spécialisées dans l'industrie, quatre dans la construction et dix dans le commerce. On compte toutefois 60 établissements, dont 60 % dans le domaine de l'agriculture.
L'agriculture est un secteur d'activité important à Bisseuil, en particulier la viticulture. La commune se situe dans la zone de production de l'AOC Champagne. Sur les 125 ha de vignoble, 76 ha sont consacrés au chardonnay, 38 ha au pinot noir et 11 ha au pinot meunier.
Chez les inactifs, on trouve 6,3 % d'élèves et 10,5 % de retraités. Entre 1999 et 2009, la proportion d'inactifs a baissé de cinq points, notamment en raison de la diminution du nombre d'étudiants qui n'est pas compensée par la hausse des retraités.
En 2008, le revenu fiscal médian par ménage est de 21 889 €, plaçant Bisseuil au 2863e rang national parmi les communes de plus de 50 habitants.

## Culture locale et patrimoine

### Monuments
L'église Saint-Hélain est une église construite au XIIIe siècle et rebâtie au XVe siècle, classée monument historique. Du XIIIe siècle, il ne reste plus que le transept nord. L'actuel clocher est construit après les incendies du XVIIIe siècle. Au XIXe siècle, la façade ouest (portail) est refaite. Elle abrite deux objets eux aussi classés monument historique : un tableau représentant L'Assomption de 1678 peint par Mansuet, et une statue en pierre de la Vierge assise du XVe ou du XVIe siècle.
La commune a érigé en 1921 un monument aux morts de la Première Guerre mondiale. Il s'agit d'une colonne surmontée d'un coq.
Bisseuil compte trois ponts :
- un pont tournant sur le canal latéral à la Marne ;
- le pont du Bussin, un pont en poutre en treillis construit entre 1892 et 1905 sur le canal latéral à la Marne. Détruit en 1915, 1922 et 1941, il est à chaque reprise reconstruit immédiatement en réunissant les poutres dynamitées[14] ;
- un pont sur la Marne, construit en 1963[13].

Il n'y a pas d'autres monuments subsistants en raison des incendies qui ont détruit l'ensemble de la commune au XVIIIe siècle.

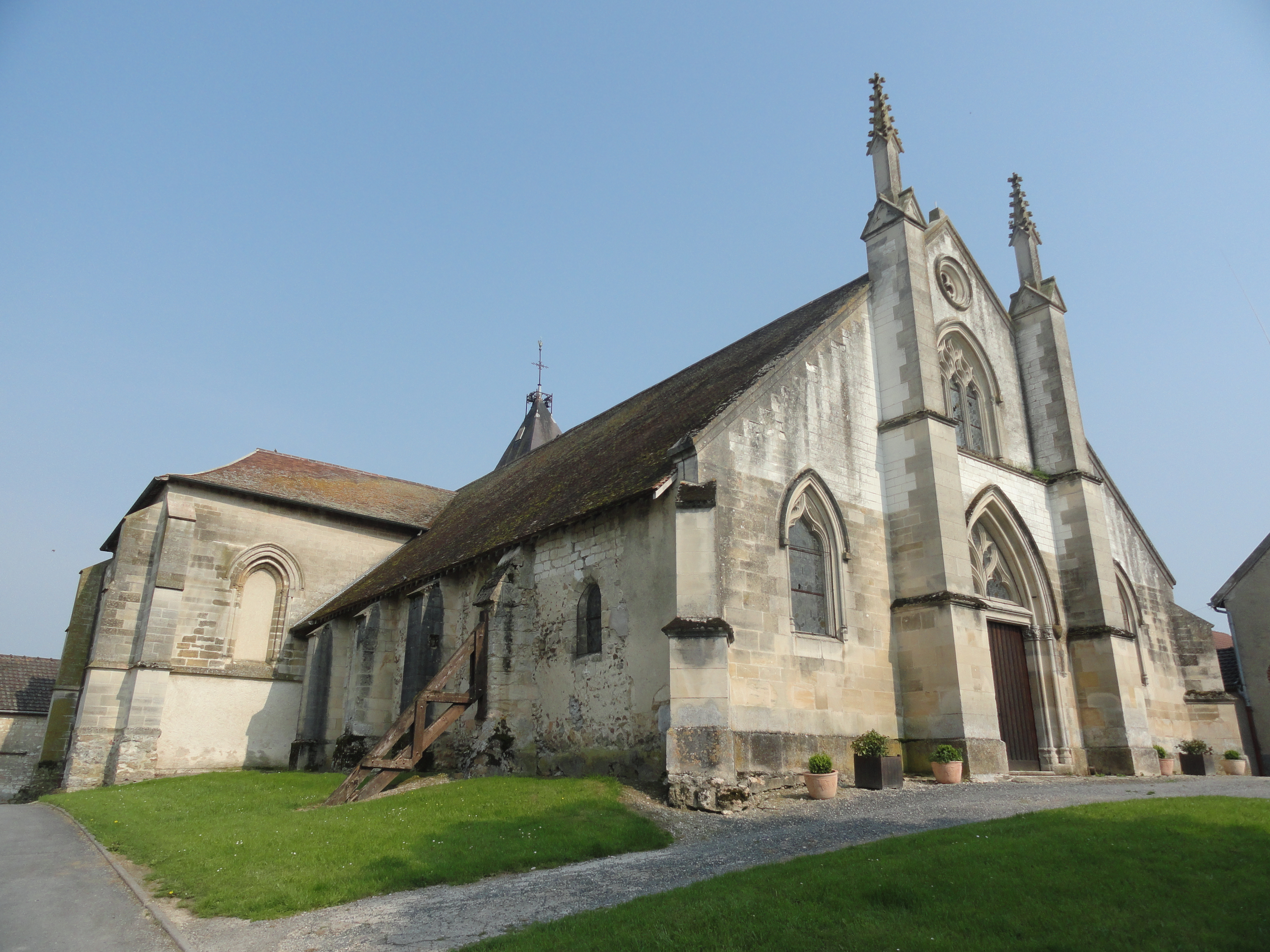
L'église Saint-Hélain.
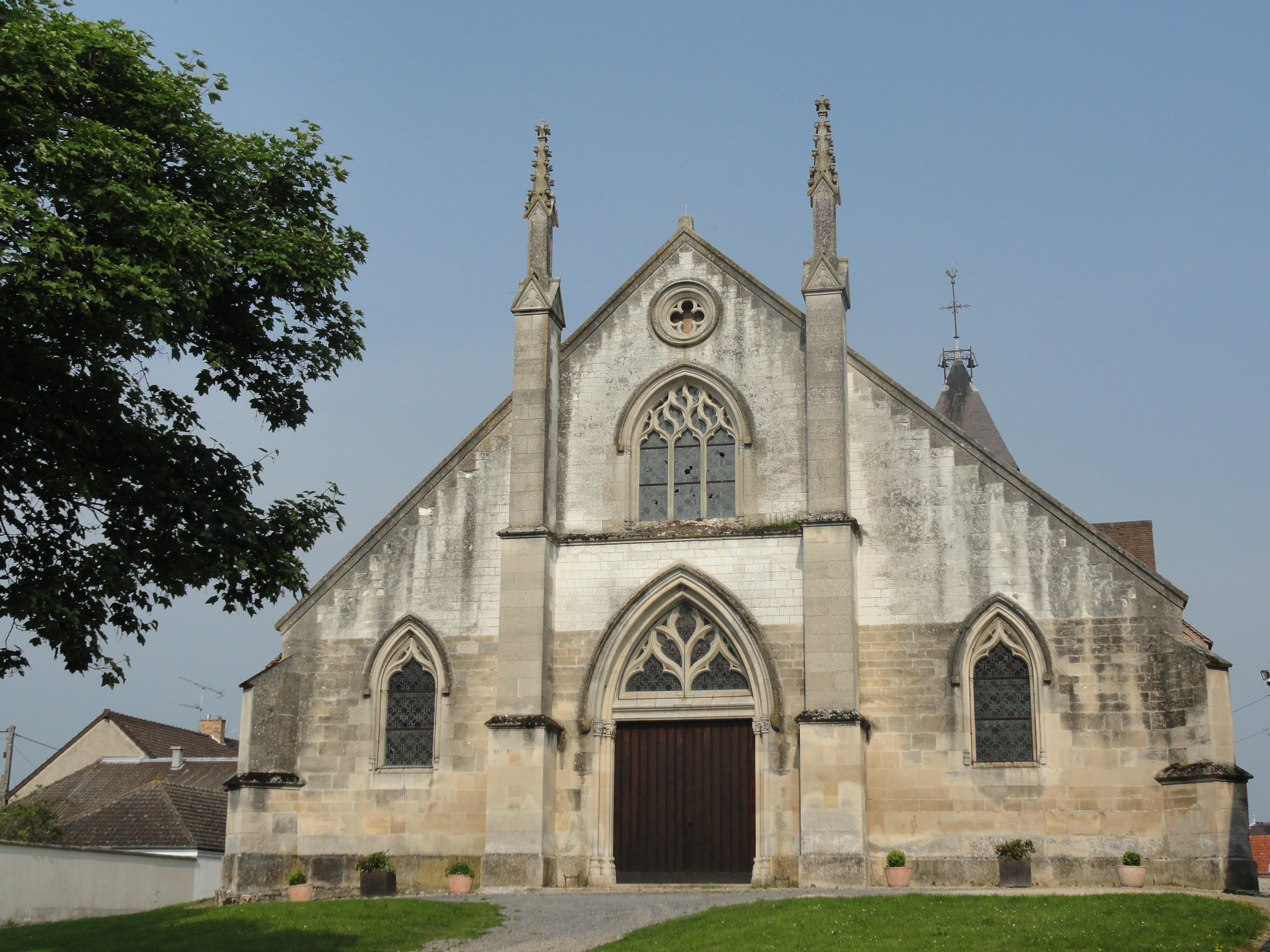
Sa façade.
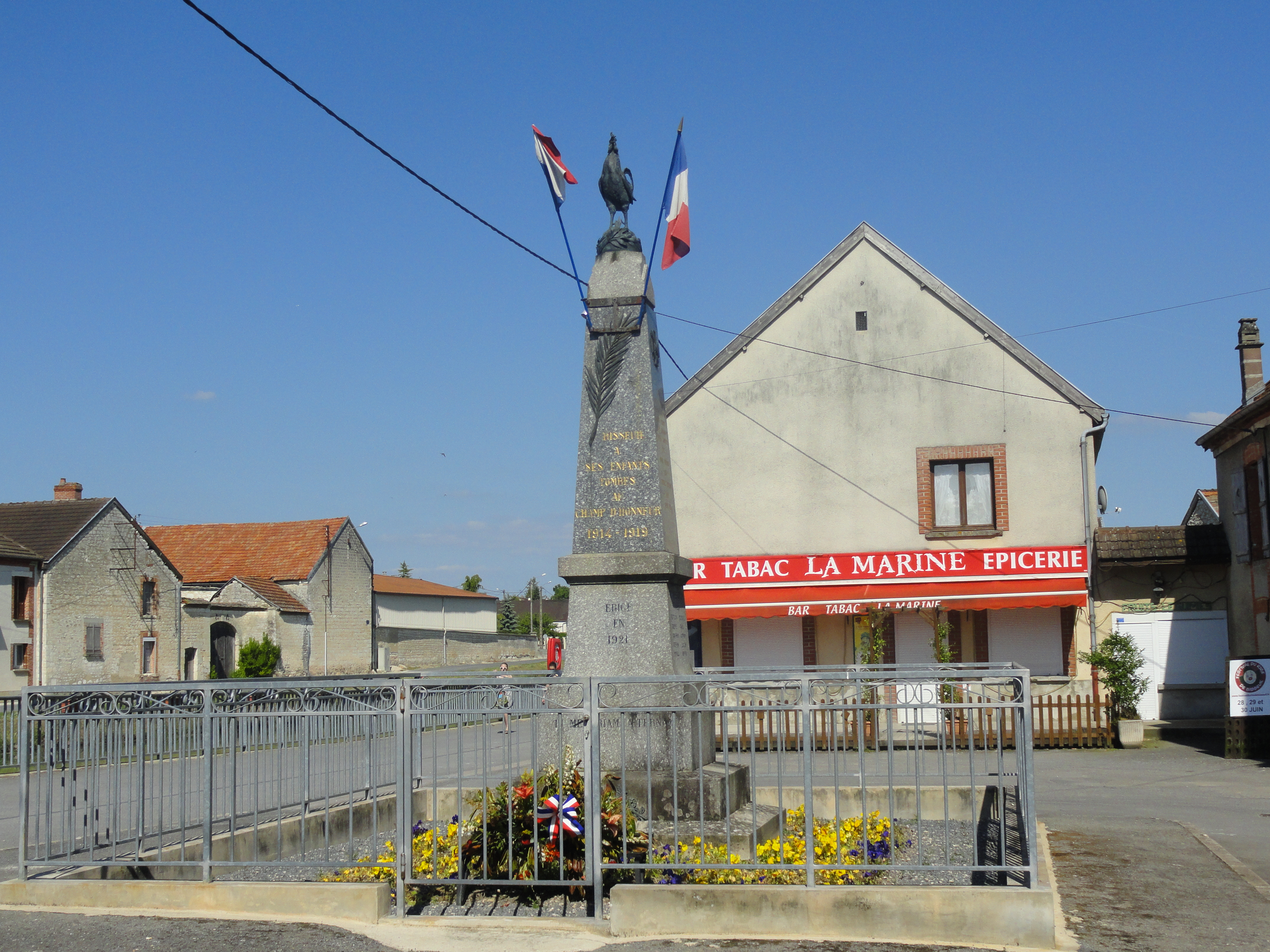
Le monument aux morts 1914-1918.

### Manifestations et vie locale
Bisseuil accueille une brocante à Pâques, une fête patronale lors du dernier week-end de mai ainsi qu'une kermesse avec une retraite aux flambeaux la veille du 14-Juillet.
Depuis 2011, un festival du rire a lieu durant trois jours fin juin ou début juillet, il fut fondé par Dominique Hémard et Olivier Delassus. Les artistes présents sont payés au chapeau. Près de 1500 spectateurs assistent aux représentations,.

### Personnalités liées à la commune
- Hélain, saint chrétien et compagnon de saint Gibrien, originaires d'Irlande, aurait été inhumé à Bisseuil[12]. L'église du village est placée sous son vocable.
- Jean-Jacques de Beausobre, lieutenant général et gouverneur de Gueldre, meurt à Bisseuil en 1783.